# Kriúkovo (Nóvgorod)
|  | Per a altres significats, vegeu «Kriúkovo». |

Kriúkovo (en rus: Крюково) és un poble de l'óblast de Nóvgorod, a Rússia, segons el cens del 2010 tenia un habitant.